# Неймар
Неймар да Силва Сантос Жуниор (на португалски: Neymar da Silva Santos Júnior), по-известен като Неймар Жуниор или Неймар, е бразилски футболист, нападател, състезаващ се за Сантош и Бразилския национален отбор. Считан е за един от най-добрите футболисти в света. През 2009 г. дебютира в професионалния футбол с екипа на Сантос, където изиграва 5 сезона. През лятото на 2013 г. е купен от Барселона, където бързо се налага като основен футболист, а след трансфера на Луис Суарес оформя страховито нападателно трио с лидера на отбора – Лионел Меси. През 2015 г. Неймар печели пет трофея с Барселона. На 10 август 2010 г. Неймар дебютира за националния отбор на Бразилия, вкарвайки попадение във вратата на САЩ. Има изиграни 128 мача като национал, в които е отбелязал 79 гола, по този показател Неймар е най-резултатният футболист за националния отбор на Бразилия.
През август 2017 г. Неймар преминава в Пари Сен Жермен, след като френския клуб плаща освобождаващата му клауза от €222 млн. Това прави Неймар най-скъпият футболист в света. През 2019 г. е обявен от списание Форбс за третия най-добре платен спортист след Кристиано Роналдо и Лионел Меси.

## Клубна кариера

### Сантош Футболен Клуб

#### Сезон 2009
Официалният дебют на Неймар в професионалния футбол за Сантош е на 7 март 2009 г., когато е едва на 17 години. Появява се в игра за последните тридесет минути за победата с 2:1 срещу Оесте. Следващата седмица, той вкарва първия си гол за Сантош срещу Можи Мирим. Един месец по-късно, на 11 април 2009 г., Неймар отбеляза решителен гол при победата с 2:1 срещу Палмейрас в Кампеонато Паулища, първия полуфинален мач. На финала Сантош губи от Коринтианс с общ резултат 4:2. Първият сезон на Неймар приключва с 14 гола в 48 мача.

#### Сезон 2010
Неймар продължава своя възход през 2010 г. и на 15 април той вкарва пет гола за Сантош за разгрома с 8:1 над Гуарани в квалификационните етапи за Купата на Бразилия. Сантош печели Кампеонато Паулища, в който Неймар вкарва 14 гола в 19 мача. Неймар впоследствие получава наградата за най-добър играч в състезанието. Следват сравнения с други бразилци, включително с Робиньо и легендарния Пеле.
През 2010 г. Сантос отхвърля оферта от 12 милиона паунда от английския Уест Хям Юнайтед, а по-късно отхвърля и оферта от друг английски клуб – ФК Челси, възлизаща на около 20 милиона паунда.
На 30 ноември 2010 г. Сантос продава 5% от бъдещите трансферни суми, които ще получава, на инвестиционната група TEISA за сумата от 1,5 милиона евро. Предходната година са продали 40% от спортните права на Неймар на групата DIS, която е била дългосрочен стратегически партньор на Сантош.

#### Сезон 2011
Сантош стига до финала на Копа Либертадорес и са изправени пред уругвайския Пенярол. Първият мач в Монтевидео завършва с резултат 0:0. На реванша пред собствена публика Сантос побеждава с 2:1 с решителен гол на Неймар, който получава наградата за играч на мача. След тази победа Сантош печели Копа Либертадорес за първи път от 1963, когато за клуба играе легендата Пеле.
През септември 2011 г. президентът на Сантос, Луиш Рибейро заплашва, че ще докладва Реал Мадрид пред ФИФА, затова че са се опитали да подпишат предварителен договор с Неймар. На 9 ноември 2011, Сантош и Неймар се споразумяват за нов договор, който да задържи бразилеца в клуба до 2014, след Световното първенство в Бразилия. Според информациите заплатата на играча е увеличена с 50%.
На 14 декември 2011 Неймар отбелязва първия гол за победата с 3:1 над японския Кашива Рейсол в полуфиналите на Световното клубно първенство. На финала обаче се изправя срещу най-добрия отбор в света – Барселона и не успява да отбележи гол. Тогава Сантос биват победени с 4:0.
През 2011 г. получава наградата Пушкаш за най-красив гол през годината. На 31 декември 2011 получава наградата за южноамерикански футболист на годината за първи път, следвайки стъпките на Диего Марадона, Ромарио, Пеле, Зико.

#### Сезон 2012
На 5 февруари 2012, когато навършва 20 години, вкарва 100-тния си гол като професионален футболист срещу Палмейрас в Кампеонато Паулища. На 7 март 2012, Неймар вкарва хеттрик за победата с 3:1 над Интернасионал в мач от груповата фаза на Копа Либертадорес.
Неймар завършва сезон 2012, като печели Златната топка на Артур Фриденрайх и наградата Армандо Ногейра. Възникват слухове, че Сантос се е споразумял с Барселона за Неймар, които щели да го купят на по-късен етап. Въпреки това Неймар отхвърля слуховете с думите „не съм се споразумявал с Барса или с друг клуб“.

#### Сезон 2013
Неймар започва Кампеонато Паулища с два гола за победата с 3:1 над Сао Бернардо на 19 януари 2013 г. Четири дни по-късно, на 23 януари 2013, Неймар отново се разписва срещу Ботафого. На 3 февруари 2013 Сантос побеждава Сао Пауло с 3:1. Тогава Неймар отбелязва гол и прави две асистенции.
Неймар изиграва последния си мач за Сантос преди да премине в Барселона при нулевото равенство с Фламенго. По време на химна Неймар се опитва да сдържи емоциите си и сълзи започват да се стичат от очите му.

### ФК Барселона
На 24 май 2013 г. Сантос обявява, че е приел две оферти за Неймар (Барселона и Реал Мадрид) и че ще го оставят да реши сам къде ще продължи кариерата си. На следващия ден самият футболист обявява, че ще подпише с Барса на 27 май 2013 г. и ще се присъедини към отбора след Купата на Конфедерациите. Веднага след това Барселона също обявява трансфера като допълва, че договорът на играча ще бъде за 5 години.
На 3 юни 2013 г. минава успешно медицинските прегледи и подписва 5-годишен договор с отбора, като така се превръща и в първия трансфер на Барселона за новия сезон. Бразилецът ще получава по 7 милиона евро на сезон. Сделката обаче не допада на легендарния бивш футболист и треньор на „каталунците“ Йохан Кройф, според който кариоката и Лионел Меси няма да се разбират добре на терена. Това потвърждават и думите му: „не съм чувал в един кораб да има двама капитани“.
Според информациите Неймар ще получава по 7 млн. евро на година в Барса, а каталунците ще платят 57 млн. евро, като само 28 ще влязат в касата на Сантос, тъй като държат 55% от правата на футболиста. Останалите 45% се държат от две агенции DIS (40%) и TEISA (5%). В договора на футболиста бива записана клауза за предварително разтрогване на контракта, на стойност €190 милиона. Взима номер 11 на Тиаго Алкантара, който преминава в Байерн Мюнхен.

#### Сезон 2012/2013
На 30 юли 2013 г. Барселона играе с Лехия Гданск в мач от предсезонната си подготовка. Мачът завършва 2:2, а Неймар се появява като резерва. Тогава е неофициалният му дебют. На 7 август 2013 г. Неймар вкарва първия си гол с екипа на Барса в приятелски мач срещу националния отбор на Тайланд в столицата Банкок. Мачът завършва 7:1 в полза на каталунците.
Официалният дебют на Неймар е по време на мача от Ла Лига през сезон 2013/14 срещу отбора на Леванте. Мачът завършва 7:0 за Барса, а новото бразилско попълнение се появява в 63-тата минута като резерва. На 21 август вкарва първия си официален гол за Барселона, в първия финален мач за Суперкупата на Испания срещу Атлетико Мадрид. На 18 септември той дебютира и в Шампионската лига в мач от груповата фаза срещу холандския Аякс. Мачът завършва 4:0 за каталунците, а Неймар асистира за гола на Жерар Пике. На 24 септември бразилецът вкарва първия си гол в Ла Лига, в мача срещу Реал Сосиедад на Камп Ноу, завършил 4:1 за Барса.
На 26 октомври 2013 г. Неймар вкарва първия си гол още в първото си „Ел Класико“ срещу Реал Мадрид на Камп Ноу. Освен че вкарва гол, кариоката асистира и за гола на Алексис Санчес, с което помага на отбора си да победи с 2:1 вечния си съперник.
На 11 декември 2013 г. вкарва първия си гол в Шампионската лига като отбелязва хеттрик във врата на шотландския Селтик. Така помага на отбора си да победи с 6:1 и да завършат на първо място в своята група „H“. Чудесното представяне на Неймар продължава и на 14 декември в следващия мач от Ла Лига срещу Виляреал. Мачът завършва 2:1 за каталунците, а Неймар вкарва и двата гола за успеха на отбора си, първият който е от дузпа.

## Национален отбор
На 26 юли 2010 Неймар бива повикан за първи път в мъжкия отбор на Бразилия за приятелска среща срещу САЩ, която се играе в Ийст Ръдърфорд, Ню Джърси. На 10 август 2010 бразилецът прави официалния си дебют за националния отбор, именно в мача срещу САЩ. Тогава той е на 18 години. Носи екип с номер 11. Още в дебюта си Неймар се разписва след удар с глава след центриране на Андре Сантош.

### Копа Америка 2011
Неймар взима участие на Копа Америка през 2011 в Аржентина. Той вкарва два гола в първия кръг срещу Еквадор. Бива избран за играч на мача при равенството 1:1 срещу Венецуела. Бразилия биват елиминирани на четвъртфиналите след изпълнения на дузпи срещу Парагвай, а Неймар бива заменен в 80-ата минута.

### Летни Олимпийски игри 2012
На 11 май 2012 Неймар попада в състава на Бразилия за Олимпийските игри в Лондон. В първия мач на Бразилия срещу страната домакин Великобритания на 20 юли, Неймар участва и в двата гола за победата с 2:0. Първо асистира на Сандро, който вкарва гол с глава, а после печели дузпа. На 26 юли Неймар вкарва първия си гол за Бразилия на Олимпийските игри в Лондон в мача срещу Египет, който завършва с победа 3:2 за селесао. В следващия мач срещу Беларус Неймар се разписва от пряк свободен удар от 25 метра в горния десен ъгъл и прави две асистенции за победата с 3:1, която класира бразилците на четвъртфиналите. На 5 август 2012 Неймар вкарва от дузпа за победата с 3:2 срещу Хондурас, която класира Бразилия на полуфиналите в турнира.

### Купа на Конфедерациите 2013
Неймар бива повикан от треньора Луис Фелипе Сколари в националния отбор на Бразилия за Купата на Конфедерациите, където домакин е неговата родина. Избира да носи номер 10, а не както преди – 11.
На 15 юни 2013, в първия мач от Купата на Конфедерациите, Бразилия побеждава Япония с 3:0. Резултатът открива Неймар в 3-тата минута след удар от дъгата на наказателното поле. Другите два гола ги вкарват Паулиньо (48 мин.) и Жо (90+3 мин.). На 19 юни 2013, в мача срещу Мексико, Неймар отбелязва втория си гол в турнира. Това се случва в 9-ата минута на мача. След добро центриране на Дани Алвеш в наказателното поле на противника топката бива изчистена от играч на Мексико, но лошо. Тя попада у Неймар и той с хубаво воле с левия крак разтърсва вратата на Хосе Корона. Освен гола си Неймар добавя и асистенция за втория гол в мача, дело на Жо в добавеното време на редовните 90 минути. Краен резултат – 2:0 за селесао. След страхотната му игра, Неймар бива избран за играч на мача. На 22 юни Неймар продължава с великолепната си игра. В мача срещу Италия, вкарва гол от пряк свободен удар във вратата на Джанлуиджи Буфон. Крайният резултат е 4:2 за бразилците, които завършват първи в своята група. На 27 юни, на полуфинала срещу Уругвай, Неймар не се разписва, но за сметка на това прави две асистенции за головете, съответно на Фред и Паулиньо. Крайният резултат е 2:1 за Бразилия, който класира селесао за финала на турнира.
На 30 юни 2013, на финала на турнира за Купата на Конфедерациите срещу Испания, Неймар изиграва един от най-силните си мачове в състезанието, като бива и избран за играч на мача. Кариоката успява да се разпише с левия крак в 44-тата минута във вратата на Икер Касияс, при класическата победа с 3:0. След този успех над Ла Фурия Роха, Неймар получава Златната топка на Купата на Конфедерациите за най-добър играч в турнира и Бронзовата обувка за третия най-добър голмайстор на турнира.

## Стил на игра
Неймар играе предимно като нападател, крило, а по-рядко и като атакуващ полузащитник. Може да играе с двата крака, но десният му е по-силен. Притежава изключителен контрол с топката, много добър дрибъл, голям арсенал от финтове и разнообразни технически умения.

## Личен живот
На 19-годишна възраст Неймар става баща: приятелката му Каролина Дантос, която по време на раждането е на 17 години, ражда сина му Дави Лука. По-късно той излиза с актрисата Бруна Маркесини (от 2012 до 2014), модела Габриела Ленци (от 2014 до 2016) и модела Сорая Вучелич. Неймар си сътрудничи с много марки: Nike, Sony, Red Bull, AmBev, Santander, Unilever, Volkswagen. През август 2011 г. футболният рефер Сандро Мейра Ричи съди играча в размер на 12 хил. Долара за това, че на страница Неймар в Twitter се появи надпис, че реферът е крадец заради определеното наказание срещу „Сантос“ в мача срещу Витория. Самият нападател каза, че надписът е направен не от него, а от някой, който незаконно е получил достъп до акаунта му. През август 2020 г. Nike прекрати предсрочно договора с Неймар поради обвиненията на служител във фирма в тормоз. Според The Wall Street Journal, през 2016 г. една жена съобщава, че футболист твърди, че я е принудил в интимна връзка – инцидентът е станал по време на работа по рекламна кампания с участието на звездата.

## Статистика

### Клубна кариера
Информацията е актуална към 25 февруари 2018 г.
| Клуб              | Сезон             | Шампионат | Шампионат | Купа1  | Купа1  | Континентални турнири2 | Континентални турнири2 | Други турнири3 | Други турнири3 | Общо   | Общо   |
| Клуб              | Сезон             | Мачове    | Голове    | Мачове | Голове | Мачове                 | Голове                 | Мачове         | Голове         | Мачове | Голове |
| ----------------- | ----------------- | --------- | --------- | ------ | ------ | ---------------------- | ---------------------- | -------------- | -------------- | ------ | ------ |
| Сантош            | 2009              | 33        | 10        | 3      | 1      | –                      | –                      | 12             | 3              | 48     | 14     |
| Сантош            | 2010              | 31        | 17        | 8      | 11     | 2                      | 0                      | 19             | 14             | 60     | 42     |
| Сантош            | 2011              | 21        | 13        | –      | –      | 13                     | 6                      | 13             | 5              | 47     | 24     |
| Сантош            | 2012              | 17        | 14        | –      | –      | 14                     | 9                      | 16             | 20             | 47     | 43     |
| Сантош            | 2013              | 1         | 0         | 4      | 1      | –                      | –                      | 18             | 12             | 23     | 13     |
| Сантош            | Общо              | 103       | 54        | 15     | 13     | 29                     | 15                     | 78             | 54             | 225    | 136    |
| Барселона         | 2013 – 14         | 26        | 9         | 3      | 1      | 10                     | 4                      | 2              | 1              | 41     | 15     |
| Барселона         | 2014 – 15         | 33        | 22        | 6      | 7      | 12                     | 10                     | –              | –              | 51     | 39     |
| Барселона         | 2015 – 16         | 34        | 24        | 5      | 4      | 9                      | 3                      | 1              | 0              | 49     | 31     |
| Барселона         | 2016 – 17         | 30        | 13        | 6      | 3      | 9                      | 4                      | 0              | 0              | 45     | 20     |
| Барселона         | Общо              | 123       | 68        | 20     | 15     | 40                     | 21                     | 3              | 1              | 186    | 105    |
| Пари Сен Жермен   | 2017 – 18         | 20        | 19        | 3      | 3      | 7                      | 6                      | 0              | 0              | 30     | 28     |
| Пари Сен Жермен   | Общо              | 20        | 19        | 3      | 3      | 7                      | 6                      | 0              | 0              | 30     | 28     |
| Общо за кариерата | Общо за кариерата | 245       | 141       | 38     | 31     | 76                     | 42                     | 80             | 55             | 439    | 269    |

1Купите включват Купа на Бразилия и Купа на Испания

2Континенталните турнири включват Копа Либертадорес, Копа Судамерикана и Рекопа Судамерикана и Шампионска лига

3Други турнири включват шампионата на Паулиста, Суперкупа на Испания и Световно клубно първенство

### Национален отбор
Информацията е актуална към 14 октомври 2020 г.
| Бразилия | Бразилия | Бразилия |
| Година   | Мачове   | Голове   |
| -------- | -------- | -------- |
| 2010     | 2        | 1        |
| 2011     | 13       | 7        |
| 2012     | 12       | 9        |
| 2013     | 19       | 10       |
| 2014     | 14       | 15       |
| 2015     | 9        | 4        |
| 2016     | 6        | 4        |
| 2017     | 8        | 3        |
| 2018     | 13       | 7        |
| 2019     | 5        | 1        |
| 2020     | 2        | 3        |
| Общо     | 103      | 64       |

### Голов коефициент
Информацията е актуална към 25 февруари 2018 г.
| Общо за кариерата | Общо за кариерата | Общо за кариерата | Общо за кариерата |
| Отбор             | Мачове            | Голове            | Голове на мач     |
| ----------------- | ----------------- | ----------------- | ----------------- |
| Клубни отбори     | 439               | 269               | 0,61              |
| Бразилия          | 084               | 054               | 0,64              |
| Общо              | 523               | 323               | 0,62              |

## Отличия

### Сантош
- Купа на Бразилия – 1 (2010)
- Кампеонато Паулиста – 2 (2010, 2011, 2012)
- Копа Либертадорес – 1 (2011)
- Рекопа Судамерикана – 1 (2012)

### Барселона
- Шампионска лига – 1 (2014/15)
- Световно клубно първенство – 1 (2015)
- Примера Дивисион – 2 (2014/15, 2015/16)
- Купа на Kраля – 3 (2014/15, 2015/16, 2016/17)
- Суперкупа на Испания – 1 (2013)

### Пари Сен Жермен
- Лига 1 – (5): 2017/18, 2018/19, 2019/20, 2021/22, 2022/23
- Купа на Франция – (3): 2017/18, 2019/20, 2020/21
- Купа на лигата (Франция) (2) – 2017/28, 2019/20
- Суперкупа на Франция – (3): 2018, 2020, 2022

### Ал-Хилал
- Саудитска Про лига – (1): 2023/24

### Национални
- Купа на Конфедерациите – 1 (2013)
- Олимпийски игри – 1 (2016)
- Южноамерикански шампионат за младежи – 1 (2011)

### Индивидуални
- Златната топка на Купата на Конфедерациите – 1 (2013)
- Най-добър млад играч в Кампеонато Паулиста – 1 (2009)
- Най-добър нападател в Кампеонато Паулиста – 2 (2010, 2011)
- Най-добър играч в Кампеонато Паулиста – 2 (2010, 2011)
- Сребърна топка на Бразилия за най-добър нападател в Бразилия – 1 (2010)
- Златна обувка на Бразилия за най-много отбелязани голове във всички футболни турнири в Бразилия – 1 (2010)
- Голмайстор в турнира Купа на Бразилия – 1 (2010)
- Голмайстор в турнира Южноамерикански шампионат за младежи – 1 (2011)
- Най-красив гол на 2011 година – Пушкаш 2011